# 武蔵大学ラグビー部
武蔵大学ラグビー部（むさしだいがくラグビーぶ、Musashi Univ Rugby Football Club）は、関東大学ラグビー対抗戦Bグループに所属する武蔵大学のラグビーユニオンのチームである。毎年、成蹊大学、学習院大学、成城大学と定期戦「四大戦（四大学運動競技大会）」を行っている。

## 歴史
1958年（昭和33年）創部。地区対抗リーグ（関東）で活動。
1971年（昭和46年）1月には、第21回全国地区対抗大学ラグビーフットボール大会に出場した。1回戦、0-25で広島大学に敗れた。
1986年（昭和61年）、関東大学ラグビー対抗戦に加盟。1997年（平成9年）に2部制となった関東大学ラグビー対抗戦のBグループ（2部）へ配置される。
2017年（平成29年）、関東大学ラグビー対抗戦Bグループで2位となり、Aグループとの入替戦に進出した。しかし敗戦によりBグループ残留。

## 戦績
1997年度から、関東大学ラグビー対抗戦はそれまでの16チーム1組編成から2部制（上位Aグループ・下位Bグループ、各8チーム）となり、武蔵大学ラグビー部はBグループに配置された。
- 2017年は、3チームが同率2位となった。総得失点差数により、武蔵、明治学院、一橋の順となり、武蔵が2位相当として入替戦へ進出した[4]。
- 2020年は新型コロナウイルス感染症の世界的流行のため規模を縮小。4チームずつで総当たり戦（各チーム3試合）の後、同じ順位同士（4位同士）で順位決定戦（7位・8位決定戦）を1試合行った[6][7]。

これまでの戦績は以下のとおり。
| 年度 | 所属 | 勝敗      | 順位 | 備考                                               |
| ---- | ---- | --------- | ---- | -------------------------------------------------- |
| 1997 | B    | 2勝5敗    | 6位  | [ 9 ]                                              |
| 1998 | B    | 3勝4敗    | 4位  | [ 10 ]                                             |
| 1999 | B    | 0勝7敗    | 8位  | [ 11 ]                                             |
| 2000 | B    | 2勝5敗    | 6位  | [ 12 ]                                             |
| 2001 | B    | 0勝7敗    | 8位  | [ 13 ]                                             |
| 2002 | B    | 1勝6敗    | 7位  | [ 14 ]                                             |
| 2003 | B    | 0勝7敗    | 8位  | [ 15 ]                                             |
| 2004 | B    | 1勝6敗    | 8位  | [ 16 ]                                             |
| 2005 | B    | 0勝7敗    | 8位  | [ 17 ]                                             |
| 2006 | B    | 4勝3敗    | 3位  | [ 18 ]                                             |
| 2007 | B    | 3勝4敗    | 5位  | [ 19 ]                                             |
| 2008 | B    | 0勝7敗    | 8位  | [ 20 ]                                             |
| 2009 | B    | 1勝6敗    | 8位  | [ 21 ]                                             |
| 2010 | B    | 0勝7敗    | 8位  | [ 22 ]                                             |
| 2011 | B    | 2勝5敗    | 7位  | [ 23 ]                                             |
| 2012 | B    | 2勝4敗1分 | 5位  | [ 24 ]                                             |
| 2013 | B    | 2勝6敗    | 6位  | [ 25 ]                                             |
| 2014 | B    | 0勝7敗    | 8位  | [ 26 ]                                             |
| 2015 | B    | 4勝3敗    | 3位  | [ 27 ]                                             |
| 2016 | B    | 4勝2敗1分 | 3位  | [ 28 ]                                             |
| 2017 | B    | 5勝2敗    | 2位  | 入替戦 20-24 青山学院大学 ※Bグループ残留           |
| 2018 | B    | 1勝5敗1分 | 7位  | [ 29 ]                                             |
| 2019 | B    | 3勝4敗    | 5位  | [ 30 ]                                             |
| 2020 | B    | 0勝4敗    | 8位  | 4チームずつ総当たり戦で4位。4位同士の対戦で敗れ8位 |
| 2021 | B    | 2勝5敗    | 6位  | [ 31 ]                                             |
| 2022 | B    | 4勝3敗    | 4位  | [ 32 ]                                             |
| 2023 | B    | 5勝2敗    | 3位  | [ 33 ]                                             |
| 2024 | B    | 5勝2敗    | 3位  | [ 34 ]                                             |

## 主な在籍選手
（2024年度）
- 石松裕啓（共同主将、LO・No.8 / 東福岡高）
- 蕪木慎太郎（共同主将、 WTB・FB / 御所実業高）
- 石井裕一郎（FWリーダー、PR・HO / 流経大柏高）
- 遠藤悟（BKリーダー、SO・CTB / 佐沼高）

## 所在地
- 朝霞グラウンド：埼玉県朝霞市幸町3－15－20[1]（武蔵大学朝霞プラザに隣接）
- 大学：東京都練馬区豊玉上1-26-1（江古田キャンパス）

## エンブレム
大学のシンボルである白雉（しらきじ、白いキジ）を左右に配置。シールドの中は、現在のチームカラーであり、学内のケヤキの木々をイメージした「緑」をベースに、関東大学ラグビー対抗戦グループ正式加盟以前に着用していた公式ジャージの色「赤・黒」のストライプを配置。「RUGBY FOOTBALL」「SINCE 1958」「MUSASHI UNIV.」の白文字が入る。デザインは山下多恵子。